# Литература на 19-и век
Литература на 19 век се отнася до световната литература, създадена през 19 век. Обхватът, като години, за целите на тази статия, е за писаната литературата от (около) 1799 до 1900 година. Много от развитието на литературата през този период става успоредно с промените в изобразителното изкуство и други аспекти на културата на 19 век.